# كأس الاتحاد الإنجليزي 1877–78
كأس الاتحاد الإنجليزي 1877–78 (بالإنجليزية: 1877–78 FA Cup)‏ هو الموسم 7 من  كأس الاتحاد الإنجليزي. أقيم خلال الفترة 27 أكتوبر 1877 وحتى 23 مارس 1878، والذي يشرف على تنظيمه الاتحاد الإنجليزي لكرة القدم، وكان عدد الأندية المشاركة فيه  43، وفاز فيه Wanderers F.C. ‏.